# Saucisse de Toulouse

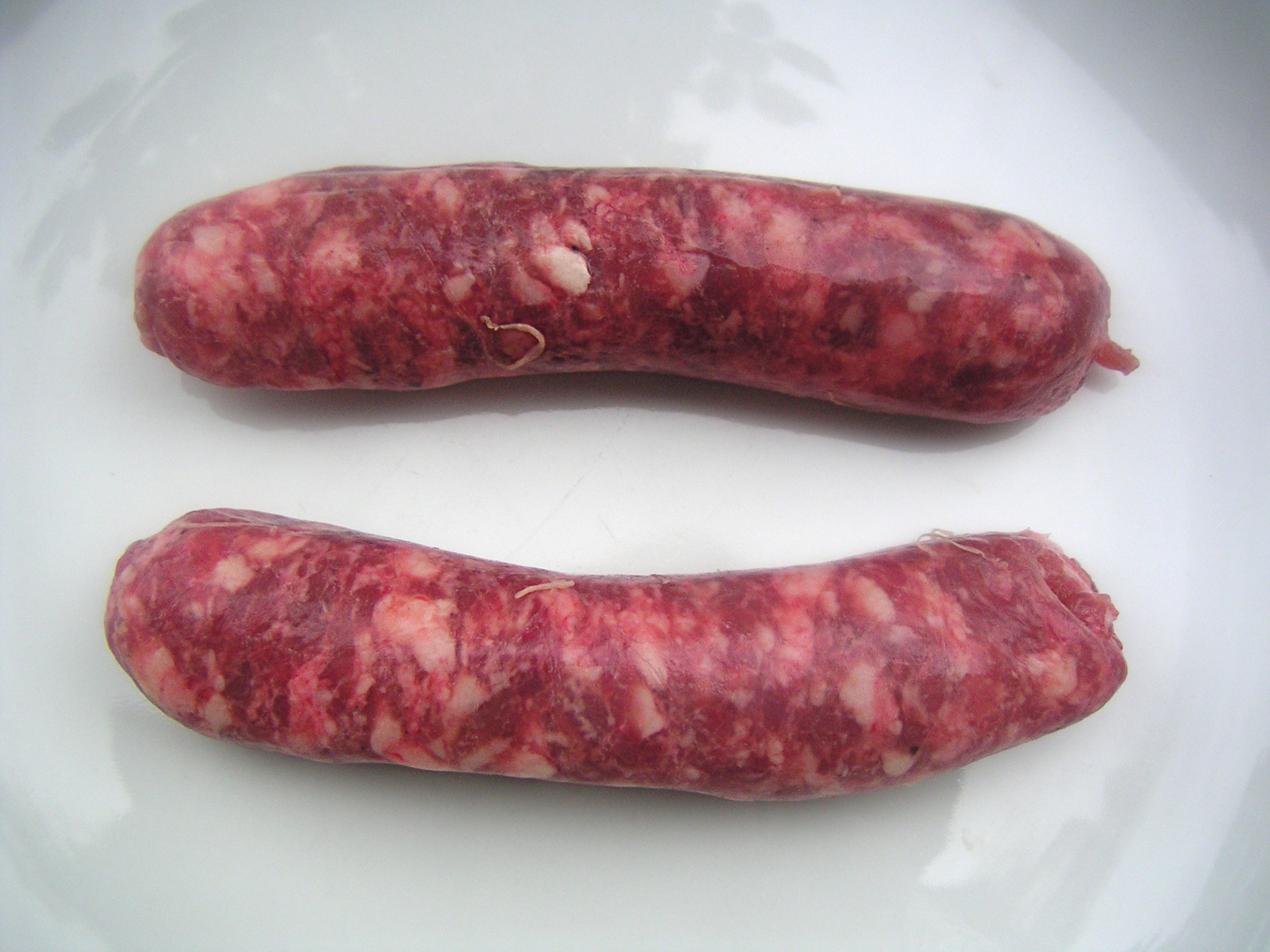
Saucisses de Toulouse w stanie surowym

Saucisse de Toulouse (kiełbasa z Tuluzy, kiełbasa tuluska) – rodzaj francuskiej kiełbasy wieprzowej wywodzącej się z Tuluzy, gdzie produkowana była co najmniej od końca XVIII wieku. Kiełbasa może być spożywana samodzielnie, ugrillowana, bądź jako składnik potrawy cassoulet.
Kiełbasa ma różowawy kolor. Wytwarzana jest z mięsa (co najmniej 80% zawartości kiełbasy) i tłuszczu wieprzowego. W jej skład wchodzą także sól, woda, cukier, aromaty, przyprawy oraz wino. W procesie produkcji wykorzystuje się kwas askorbinowy (E300), askorbinian sodu (E301), kwas izoaskorbinowy (E315) oraz izoaskorbinian sodu (E316). Kiełbasę zawija się w naturalne jelito wieprzowe lub baranie.
W latach 90. XX wieku saucisse de Toulouse otrzymała znak jakości label rouge („czerwona etykieta”) przyznawany wyrobom cechującym się „jakością wyższą niż inne podobne produkty”.